# Ettiswil
Ettiswil is een gemeente en plaats in het Zwitserse kanton Luzern en maakte deel uit van het district Willisau tot op 1 januari 2008 de districten van Luzern werden afgeschaft.
Ettiswil telt 2.211 inwoners.

## Geboren
- Pirmin Schwegler (1987), Zwitsers voetballer